# James Bidgood
James Bidgood (Madison, 28 marzo 1933 – New York, 31 gennaio 2022) è stato un fotografo e regista statunitense.

## Biografia
Da giovane svolse vari mestieri: drag queen, decoratore di vetrine e disegnatore di moda. Iniziò la sua carriera nella fotografia negli anni cinquanta come fotografo di nudo maschile nello stile beefcake, ma si distaccò rapidamente dalla produzione di massa dell'epoca, caratterizzando la sua opera per la presenza di ambientazioni fantastiche e fantasiose. Gli artisti ispiratori della sua opera, come ha indicato lui stesso, sono costumisti e scenografi gay della Hollywood d'anteguerra, come Erté o Adrian, dei quali riutilizza ironicamente ma con fascinazione gli aspetti più camp ed "eccessivi".
Utilizzando la sua esperienza di vetrinista e scenografo, Bidgood immerse i suoi modelli in luci colorate e in ambientazioni sempre più improbabili: se le scene di nudo ambientate nei "ranch" facevano infatti ancora parte (luci color fucsia a parte...) dell'immaginario erotico di quel tipo di produzione, quelle ambientate fra i tritoni sotto il mare, facevano già parte di un universo onirico che non è scorretto definire delirante. Ma fu necessario che i colleghi fotografi Pierre et Gilles e David LaChapelle riprendessero e rielaborassero il suo stile per far sì che se ne percepisse l'originalità e l'ironia.
L'originalità di Bidgood, e il suo gusto divertito e insistito per il camp (che egli usava coscientemente come categoria estetica gay) hanno meritato in anni recenti la riscoperta della sua opera, a differenza di quanto accaduto con la massima parte dei fotografi "beefcake" della sua epoca. Al tempo stesso, però, gli resero difficile lo smercio delle sue immagini, che si discostavano eccessivamente dalla produzione commerciale, nella quale l'intento erotico era prevalente e quello estetico, spesso e volentieri, solo pretestuoso. La sua produzione si concentrò pertanto in un breve arco di tempo, fra il 1963 e il 1970 circa.
Al contrario Bidgood, che pure amava l'erotismo ed aveva una visione positiva della sessualità e dell'omosessualità, lo prendeva come spunto per "esercizi di stile" (ricchi di citazioni stravolte e ironiche a elementi della cultura popolare e della cultura "alta", della sottocultura gay e della sottocultura hollywoodiana, mescolati in un allegro guazzabuglio camp) che non erano alla portata del grande pubblico che acquistava le riviste a cui proponeva i suoi lavori.
Il culmine e il crollo, al tempo stesso, si ebbe con la creazione del suo capolavoro, il film Pink Narcissus ("Narciso rosa"), di cui fu al tempo stesso regista e produttore. L'opera uscì nel 1971, dopo essere rimasta in lavorazione per ben otto anni (le riprese erano iniziate nel 1963), in parte per problemi di finanziamento, in parte invece per la scontentezza cronica del regista, che lo portavano a modificare di continuo il soggetto a seconda dell'estro e dell'ispirazione. Il che non faceva altro, ovviamente, che aggravare i problemi coi finanziatori.
Concepito come prodotto erotico della durata di dieci minuti (un ragazzo che si denudava in un'atmosfera onirica), divenne infine un lungometraggio, destinato al circuito "erotico" esistente in quegli anni immediatamente precedenti la liberalizzazione della pornografia vera e propria. Nelle mani di Bidgood il film (girato interamente nel suo appartamento, anche per le scene di "esterni") divenne una metafora del cammino verso il coming out di un giovane prostituto (interpretato dall'efebico Bobby Kendall), innamorato di se stesso e del proprio corpo (ovviamente, esibito generosamente), che ha paura dell'omosessualità: quella propria e quella degli altri.
Il protagonista-Narciso si rifugia nella contemplazione del proprio corpo davanti allo specchio, masturbandosi grazie alle fantasie erotiche più barocche e sfrenate, per evitare di affrontare il mondo dei suoi simili, che gli appare cupo e terrorizzante (la scena in cui Kendall passeggia per una strada popolata di personaggi gay, che mescola elementi d'inferno e di paradiso, è un vero "classico" del genere). Nelle sue fantasie, di cui egli è sempre il protagonista, è di volta in volta un torero, uno schiavo dell'antica Roma, un sultano orientale o il Narciso della mitologia greca e romana.
Alla fine il giovane "rompe lo specchio", e accetta la propria omosessualità e quella degli altri: una nuova vita lo attende. Tutto questo avviene senza che sia mai scambiata una sola parola, per mezzo di simboli e metafore, a volte trasparenti, altre volte meno, specie per un pubblico non abituato al linguaggio della cultura gay, che rischia di non comprendere neppure di cosa tratti l'opera. I finanziatori, esasperati dai ritardi, letteralmente rubarono la pellicola dall'appartamento di Bidgood e la fecero uscire con un montaggio non approvato dal regista (e una colonna musicale che piacque molto al pubblico, ma non all'incontentabile Bidgood), che ritirò per protesta la propria firma. Pink Narcissus uscì così a firma di "Anonymus", e per anni circolarono voci sul fatto che l'autore fosse in realtà Andy Warhol.
La voce non aveva palesemente fondamento, come mostra al primo sguardo la differenza inconciliabile di stile fra i due artisti, ma certamente non nocque alla fama underground del film, che iniziò una "lunga marcia" che lo portò a poco a poco a diventare un'opera quasi mitica, un film "cult". Scaduti i diritti del distributore, nel 1981, l'opera sparì quasi totalmente dalla circolazione, diventando uno di quei film di cui tutti parlavano o avevano sentito parlare, ma che era possibile vedere (con molta fortuna) solo in qualche rarissima retrospettiva nei cineforum gay.
L'avvento dell'home video ha però riportato in vita, moltiplicandone le copie, Pink Narcissus, al quale ormai è riconosciuto in modo indiscusso un posto fra i "classici" della storia del cinema gay, al punto che qualcuno ha parlato di un'influenza di questo film (che Bidgood si è affettato a negare) sull'uso delle luci e delle ambientazioni in Querelle de Brest di Fassbinder. Infine, nel 1999, in un libro retrospettivo dedicato al suo lavoro, Bidgood ammise finalmente la paternità dell'opera, di cui peraltro nelle interviste continua a disconoscere l'esito finale.
Dal 1995 James Bidgood visse e lavorò a New York. Nel 2000 annunciò di aver iniziato le riprese del suo nuovo film, FAG ("Frocio").
Bidgood è morto nel 2022 per complicazioni da Covid-19.

## Filmografia
- Pink Narcissus (1970. Versione rimasterizzata per l'edizione in DVD: 2003).